# Lama (Bóveda)
Lama (en gallego y oficialmente, A Lama) es una localidad del municipio de Bóveda, en la provincia de Lugo, España. Pertenece a la parroquia de Martín y se encuentra muy cerca del límite con el municipio de O Saviñao.
Se encuentra a 437 metros de altitud. En 2024 tenía una población de 3 habitantes, todos ellos hombres.